# Świrzanki (Świrna)
Świrzanki – część wsi Świrna w Polsce, położona w województwie świętokrzyskim, w powiecie ostrowieckim, w gminie Bodzechów.
W latach 1975–1998 Świrzanki administracyjnie należały do województwa kieleckiego.